# FK Željezničar Sarajevo
FK Željezničar Sarajevo este un club de fotbal profesionist, cu sediul în Sarajevo, Bosnia și Herțegovina. Numele Željezničar înseamnă „lucrător feroviar”, provine de la înființarea echipei de către un grup de lucrători feroviari în 1921. De-a lungul istoriei sale, clubul și-a cultivat reputația de a produce jucători talentați de acasă prin intermediul academiei sale.
În zilele Iugoslaviei socialiste, FK Željezničar a fost campioană națională în sezonul 1971–72, calificându-se la Cupa Europei în sezonul 1972–73. Clubul a terminat, de asemenea, pe locul secund o dată în ligă și a disputat finala Cupei Iugoslaviei din 1980–81. În Europa, clubul a ajuns în semifinalele Cupei UEFA în sezonul 1984–85 și în sferturile de finală în sezonul 1971–72.
Željezničar este cea mai de succes echipă de fotbal din Bosnia la ora actuală, care a câștigat 6 campionate, 6 cupe și 3 Supercupe. Cel mai bun rezultat european postbelic al clubului de până acum a fost calificarea în turul trei preliminar al Ligii Campionilor 2002–03, pierzând în fața lui Newcastle United. Cel mai mare rivală a lor este FK Sarajevo cu care dispută cel mai mare meci de fotbal din Bosnia și Herțegovina, derby-ul de la Sarajevo.

## Titluri

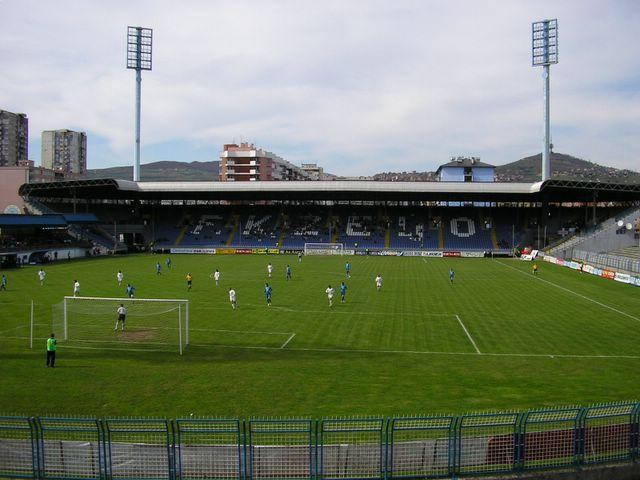
Stadionul Grbavica

- Prima Ligă Iugoslavă:

Campioni (1): 1972
Locul 2 (1): 1971
- Supercupa Bosniei:

Campioni (1): 1998, 1999, 2001

## Jucători notabili
| - Dimitrije Dimitrijević - Joško Domorocki - Milan Rajlić - Ilijas Pašić - Vasilije Radović - Mišo Smajlović - Ivica Osim + Ivica Baskarada - Josip Zemko - Blagoje Bratić - Josip Bukal - Enver Hadžiabdić - Josip Katalinski - Velija Bećirspahić - Hajrudin Saračević - Slobodan Janjuš | - Edin Sprečo - Tarik Hodžić - Božo Janković - Fikret Mujkić - Nenad Starovlah - Edin Bahtić - Mehmed Baždarević - Vlado Čapljić - Haris Škoro - Radmilo Mihajlović - Mirsad Baljić - Nikola Nikić - Edin Ćurić - Refik Šabanadžović - Suvad Katana | - Mario Stanić - Gordan Vidović - Rade Bogdanović - Sead Kapetanović - Elvir Baljić - Dželaludin Muharemović - Bulend Biščević - Hadis Zubanović - Mirsad Bešlija - Kenan Hasagić - Edin Džeko - Samir Muratović - Semir Štilić - Sanel Jahić |